# Jiří Pešek (Fußballspieler)
Jiří Pešek (* 4. Juni 1927 in Prag; † 20. Mai 2011) war ein tschechoslowakischer Fußballspieler und -trainer tschechischer Herkunft.

## Spielerkarriere

### Im Verein
Jiří Pešek spielte als Jugendlicher bei FC Bohemians Prag, wo er bereits mit 16 Jahren in der Saison 1943/44 in der Erstligamannschaft debütierte. Bald gehörte der linke Außenstürmer zu den besten Angreifern der Liga.
1952 wechselte Pešek zu Sparta Prag und gewann dort 1952 und 1954 die Meisterschaft. In der Spielzeit 1954 wurde Pešek mit 15 Treffern bester Torschütze der Liga und schoss am 15. August 1954 sein einhundertstes Tor in der höchsten Spielklasse.
Während seiner Zeit bei Sparta Prag arbeitete Jiří Pešek auch in einer ČKD-Fabrik. Als die Mannschaft 1955 erst gegen Mitternacht von einem Freundschaftsspiel zurückkam und Pešek sich weigerte, am nächsten Morgen in der Fabrik anzutreten, war seine Zeit bei Sparta vorbei. Er wechselte zu Slavia Prag, das damals als Dynamo Prag spielte. Für Slavia, das sich meist im Mittelfeld der Liga befand, schoss Pešek 38 Tore. 1959 ging Pešek zu Motorlet Prag, mit dem ihm 1963 der Aufstieg in die 1. Liga gelang, dort konnte sich die Mannschaft jedoch nur ein Jahr halten und stieg ab. Nach der Saison 1964/65 beendete Pešek seine Laufbahn. In 298 Erstligaspielen hatte er 149 Tore erzielt.

#### Stationen
- FC Bohemians Prag (1939–1951)
- Sparta Prag (1952–1955)
- Slavia Prag (1956–1959)
- Motorlet Prag (1959–1965)

#### Erfolge
- Tschechoslowakischer Meister 1952 und 1954

Individuell:
- Torschützenkönig der Tschechoslowakischen 1. Liga: 1954 (15 Tore)
- Mitglied im Klub ligových kanonýrů

### In der Nationalmannschaft
Jiří Pešek wurde am 11. Mai 1947 zum ersten Mal in der Tschechoslowakischen Nationalmannschaft eingesetzt. 1948 wurde er an der Grenze kontrolliert, wobei 7.000 Kronen gefunden wurden, die Pešek laut eigenen Angaben für den Kauf eines Mantels in Jugoslawien verwenden wollte. Pešek wurde fortan als Schmuggler in den Akten geführt und durfte bis 1954 nicht ausreisen. In diesem Jahr gehörte er zum Tschechoslowakischen Kader bei der Weltmeisterschaft in der Schweiz, die Mannschaft kam über die Gruppenphase nicht hinaus. Sein letztes von insgesamt elf Länderspielen bestritt Pešek am 27. Oktober 1957 beim 4:1-Sieg über die Mannschaft der DDR vor 110.000 Zuschauern im Leipziger Zentralstadion.

## Trainerkarriere
Nach dem Ende seiner aktiven Laufbahn arbeitete Jiří Pešek zunächst als Trainer bei Viktoria Žižkov, von 1967 bis 1969 bei Baník Příbram, das er zunächst in die vierte, anschließend in die dritte Liga führte. 1970 arbeitete er in den USA bei Sparta Chicago. 1975/76 war er Trainer beim griechischen Erstligisten Panserraikos, die Mannschaft stieg als Tabellenletzter ab. Von 1978 bis 1980 trainierte Pešek die Finnische Olympiamannschaft, 1981 Valur Reykjavík. 1982/83 war er im Nordjemen tätig, 1993/94 war er Trainer der Indischen Nationalmannschaft.
Jiří Pešek starb am 20. Mai 2011 im Alter von 83 Jahren.